# 브리즈번 컨벤션 & 엑시비션 센터
브리즈번 컨벤션 & 엑시비션 센터(Brisbane Convention & Exhibition Centre)는 오스트레일리아 퀸즐랜드주 브리즈번에 위치한 실내 경기장이다. NBL 브리즈번 불리츠의 홈 경기장으로 사용되고 있다.